# Virgulina (protista)
Virgulina es un género de foraminífero bentónico, cuyo nombre está actualmente invalidado, siendo sustituido por el de Fursenkoina. Por esta razón, actualmente estaría incluido en la familia Fursenkoinidae, de la superfamilia Fursenkoinoidea, del suborden Buliminina y del orden Buliminida. Su especie tipo era Virgulina squamosa. Su rango cronoestratigráfico abarcaba desde el Cretácico superior hasta la Actualidad.

## Discusión
El nombre de este género está actualmente invalidado debido a que se consideró un homónimo posterior de Virgulina Bory de Saint Vicent, 1823, que es el nombre de un género de tremátodo. Su especie-tipo, Virgulina squammosa, es actualmente la especie-tipo de Fursenkoina, el nombre de género por el que fue sustituido. Clasificaciones previas incluían Virgulina en el suborden Rotaliina del orden Rotaliida.

## Clasificación
Entre las especies atribuidas exclusivamente a Virgulina, es decir, entre las que no han sido atribuidas a Fursenkoina o a otros géneros, destacan:
- Virgulina cornuta
- Virgulina fijiensis
- Virgulina skagerakensis
- Virgulina subsquammosa

Un listado completo de las especies descritas en el género Virgulina puede verse en el siguiente anexo.
En Virgulina se han considerado los siguientes subgéneros:
- Virgulina (Bolivina), aceptado como género Bolivina
- Virgulina (Virgulinella), aceptado como género Virgulinella